# Anthessius atrinae
Anthessius atrinae is een eenoogkreeftjessoort uit de familie van de Anthessiidae. De wetenschappelijke naam van de soort is voor het eerst geldig gepubliceerd in 1991 door Suh & Choi.